# Gustav Svedbrant
Gustav Svedbrant, född 10 juli 1981, är en svensk friidrottare (medeldistans- och terränglöpare). Han tävlar för Rånäs 4H. 
Vid VM i terränglöpning i Belfast, Nordirland år 1999 kom han på en 27:e plats.
Svedbrant deltog vid junior-VM år 2000 och kom på en 15:e plats på 5 000 meter.
Svedbrant vann SM-guld på 1 500 meter inomhus år 2005 samt tog tre SM-guld i stafett utomhus.

## Personliga rekord
| Utomhus - 1 500 meter – 3:44,56 (Göteborg 14 juni 2005) - 1 engelsk mil – 4:18,78 (Rom, Italien 1 juli 1004) - 3 000 meter – 8:07,17 (Karlstad 23 augusti 2000) - 5 000 meter – 14:01,66 (Kerkrade, Nederländerna 3 juni 2000) - 10 000 meter – 29:42,51 (Helsingfors, Finland 6 september 2003) - Halvmaraton – 1:07:14 (Göteborg 17 maj 2003) | Inomhus - 1 500 meter – 3:49,37 (Malmö 13 februari 2005) - 3 000 meter – 8:12,07 (Sätra 1 mars 2003) |

### Fotnoter
1. ↑  ”Karensövergångar 2002”. friidrott.se. 11 november 2002. Arkiverad från originalet den 28 november 2016. https://web.archive.org/web/20161128133923/http://www.friidrott.se/forbundsinfo/overgangar/Karens02.aspx. Läst 29 november 2016.
2. ↑  Wiger 2006, s. 57.
3. 1 2  Wiger 2006, s. 77.
4. 1 2  Wiger 2006, s. 81.
5. 1 2 3 4  Wiger 2006, s. 171.
6. ↑  ”Stora inne-SM 2003, resultat” (html). friidrott.stockholm.se. http://www.friidrott.stockholm.se/ism/resultat/p_resultat.html. Läst 14 april 2015.
7. ↑  ”Stora inne-SM 2005, resultat” (pdf). mai.se. Arkiverad från originalet den 14 april 2015. https://web.archive.org/web/20150414002300/http://www.mai.se/resultat/resultat_inne-sm_2008.pdf. Läst 12 april 2015.
8. 1 2 3 4 5  ”Personsida på IAAF:s webbplats”. iaaf.org]. https://www.iaaf.org/athletes/sweden/gustav-svedbrant-138461. Läst 29 november 2016.
9. 1 2 3 4 5 6 7  ”Personsida på AllAthletics”. all-athletics.com. Arkiverad från originalet den 29 november 2016. https://web.archive.org/web/20161129150126/http://www.all-athletics.com/node/74531. Läst 29 november 2016.